# Ouragan Bob (1985)
Pour les articles homonymes, voir Cyclone tropical Bob.
L'ouragan Bob est un cyclone tropical de faible intensité qui a affecté les États-Unis du Sud-est en juillet 1985.